# 细条银口天竺鲷
细条银口天竺鲷（学名：Jaydia lineata）又稱細紋天竺鯛、细条天竺鲷、天竺鲷、线天竺鲷、横纹天竺鲷、细条纹天竺鲷、细条天竺鱼、细条拟天竺鲷，為天竺鯛科银口天竺鲷属的一個種。分布于西北太平洋水深46至100公尺处, 包括日本、韩国、中国海域。模式产地在日本长崎。
其种加词“lineata”意为“线条状的”。

## 特徵
本魚體延長而側扁，眼大，口大略下位。魚體呈銀白色，體邊緣顏色略深，體被櫛鱗，在身體側邊上的10至12條的褐色條紋，這些條紋的數目與寬度隨著棲息地改變。背鰭硬棘8枚；背鰭軟條9枚；臀鰭硬棘2枚；臀鰭軟條8枚，體長可達14.8公分。

## 生態
本魚從海岸的小水灣到較深的水域的沙泥底上都可發現其蹤跡，繁殖季節是從七月到九月，雄魚具有口孵習性，卵約7日化成仔魚，由雄魚吐出，具短暫的仔魚飄浮期。

## 經濟利用
食用魚，可做成魚漿。